# Exemplo de Stein
Na teoria da decisão e na teoria da estimativa, o exemplo de Stein (também conhecido como fenômeno de Stein ou paradoxo de Stein) é a observação de que quando três ou mais parâmetros são estimados simultaneamente, existem estimadores combinados mais precisos em média (ou seja, com menor erro médio quadrado esperado) do que qualquer método que manipule os parâmetros separadamente. É nomeado em homenagem a Charles Stein da Universidade de Stanford, que descobriu o fenômeno em 1955. 
Uma explicação intuitiva é que otimizar para o erro quadrático médio de um estimador combinado não é o mesmo que otimizar para os erros de estimadores separados dos parâmetros individuais. Em termos práticos, se o erro combinado for de fato de interesse, então um estimador combinado deve ser usado, mesmo que os parâmetros subjacentes sejam independentes. Se alguém estiver interessado em estimar um parâmetro individual, então usar um estimador combinado não ajuda e é de fato pior.

## Declaração formal
A seguinte é a forma mais simples do paradoxo, o caso especial em que o número de observações é igual ao número de parâmetros a serem estimados. Deixe {\displaystyle {\boldsymbol {\theta }}} ser um vetor composto por {\displaystyle n\geq 3} parâmetros desconhecidos. Para estimar esses parâmetros, uma única medição {\displaystyle X_{i}} é executado para cada parâmetro {\displaystyle \theta _{i}}, resultando em um vetor {\displaystyle \mathbf {X} } de comprimento {\displaystyle n}. Suponha que as medições sejam conhecidas como variáveis aleatórias gaussianas independentes, com média {\displaystyle {\boldsymbol {\theta }}} e variância 1, ou seja, {\displaystyle \mathbf {X} \sim {\mathcal {N}}({\boldsymbol {\theta }},\mathbf {I} _{n})}. Assim, cada parâmetro é estimado usando uma única medição de ruído, e cada medição é igualmente imprecisa.